# Soldiers of Love
Soldiers of Love är en låt framförd av musikgruppen Lighthouse X.
Låten var Danmarks bidrag till Eurovision Song Contest 2016 i Stockholm. Den framfördes i den andra semifinalen i Globen den 12 maj 2016 där den fick 34 poäng och hamnade på plats 17 av 18. Därmed kvalificerade den sig inte till final.